# Gorbóvölgye
Gorbóvölgye románul: Valea Gârboului, falu Romániában, Erdélyben, Kolozs megyében.

## Fekvése
Désorbó közelében fekvő település.

## Története
Gorbóvölgye korábban Désorbó része volt. 1956 körül vált külön településsé 115 lakossal. 1966-ban 122, 1977-ben 64, 1992-ben 36, a 2002-es népszámláláskor 22 román lakosa volt.